# الدهاليك
الدهاليك  منطقة زراعية سكنية قديمة شمال قضاء الأعظمية في مدينة بغداد، منطقة الدهاليك في مقاطعتين، الأولى مقاطعة سبع أبكار والدهاليك الوسطانية رقم 23، والأخرى مقاطعة الدهاليك الغربية رقم 24. ومنطقة الدهاليك في محلة 334 من حي الربيع، تُعدّ محلة 334 محلةً قديمة، يجاور الدهاليك شرقاً وشمالاً سبع أبكار، وغرباً منطقة الكريعات، وجنوباً نهر دجلة، سُمّيت الدهاليك باسم جزء من عشيرة الدهاليك الذين جاءوا من محافظة ديالى. كانت الدهاليك من منتجعات شمال بغداد، وكانت منقطة زراعية ذات بساتين مثمرة، منتجة لشتلات النخيل والحمضيات ونباتات الزينة، ثم تحولت بعد الاحتلال الأمريكي للعراق سنة 2003 إلى منطقة سكنية، وزالت أكثر البساتين.

## المحلة
- محلة 334 ، مساحتها 1257 كم، بدايتها قرب جامع علي باش جنوب شرق إلى ساحة القرغولي شمالاً إلى جامع مالك الملك غرباً.